# Al Ahly Benghazi
Al Ahly Benghazi is een Libische voetbalclub uit Benghazi die speelt in de Premier League, de Libische eerste klasse. De club werd in 1950 opgericht. Al Ahly is naast Al Nasr en Al Tahaddy de grootste club uit de stad Benghazi.

## Palmares
- Premier League
  - Landskampioen: 1970, 1972, 1975, 1992

- Beker van Libië
  - Winnaar: 1980, 1981, 1988, 1991, 1996

Al Ahly Benghazi · Al Ahly Tripoli · Al Akhdar Derna · Al Ittihad Tripoli · Al Jazeera Tripoli · Al Madina Tripoli · Al Nasr Benghazi · Al Olympic Zaouia · Al Shat Tripoli · Al Soukour · Al Tahaddy Benghazi · Al Wahda Tripoli · Khaleej Syrte · Ngom Egdabya